# Kaavya Arivumani
Kaavya Arivumani (Tamil காவ்யா அறிவுமணி; * 4. Dezember 1996 in Ambur) ist eine indische Schauspielerin.

## Leben und Karriere
Arivumani wurde am 4. Dezember 1996 in Ambur geboren. Sie absolvierte ihre Schulausbildung an der Bethel Matriculation Higher Secondary School in Vellore und erwarb einen Abschluss in Architektur am Meenakshi College in Chennai.
Ihr Debüt gab sie 2019 in der Fernsehserie Bharathi Kannamma. Nach dem Tod der Schauspielerin V. J. Chitra im Dezember 2020 übernahm Kaavya die Rolle der Mullai in der Serie Pandian Stores. Anschließend war sie 2022 in dem Film Miral zu sehen. Außerdem trat Arivumani 2023 in Ripupbury auf.
Neben ihrer Schauspielkarriere ist sie auch als Model tätig.

## Filmografie
- 2019–2020: Bharathi Kannamma (Fernsehserie)
- 2020–2022: Pandian Stores (Fernsehserie)
- 2021–2022: Baakiyalakshmi – oru Illatharasiyin Kadhai (Fernsehserie)
- 2021: Thamizhum Saraswathiyum (Fernsehserie)
- 2022: Miral
- 2023: Ripupbury